# Coupe de Belgique de football 1913-1914
Navigation
Edition précédente Edition suivante
Cet article présente la troisième édition de la Coupe de Belgique. Comme lors de l'édition initiale, la Coupe de Belgique se déroula pendant la seconde partie de la saison 1913-1914. Les premières rencontres eurent lieu à la fin de l'hiver, en février 1914 et la finale boucla la saison.
À la suite de cette édition, l'épreuve n'est plus organisée avant 1926.
Par rapport à la 2e édition, le nombre de clubs participants passa de 34 à 32:
- les 12 clubs de Division d'Honneur,
- 7 clubs de Promotion,
- 13 clubs de séries régionales.

## Fonctionnement - Règlement
Le principe de matches à élimination directe fut appliqué comme il se doit pour une épreuve de Coupe. À ses origines, la Coupe de Belgique respecta les traditions de la F.A. Cup et appliqua les principes du « Replay ». En cas d'égalité à la fin du temps réglementaires, les équipes devaient disputer une prolongation (longtemps appelée « les prolongations » ou « extra-time »). Si l'égalité persiste, le match est alors rejoué.
À noter que les Seizièmes de finale ne comptèrent que 13 rencontres et que tRois clubs furent dispensés de ce tour.
Pour rappel, un match de football se poursuit par une prolongation (joué en deux fois 15 minutes). Dans le langage courant, on fait souvent état des prolongations. Cette propension à employer le pluriel vient du fait qu'il y a deux mi-temps, mais surtout des réglements anciens. En effet, pendant longtemps, selon l'évolution du règlement des épreuves (et pas uniquement en Coupe de Belgique), on pouvait jouer une prolongation de 2x15 minutes, suivie...d'une autre prolongation de 2x 7 minutes 30, si l'égalité subsistait ! Il n'est pas rare de trouver dans les archives des matches ayant donné lieu à... trois prolongations !

## Calendrier
Toutes les rencontres furent jouées le dimanche. À cette époque, la plupart de clubs ne disposent pas encore de terrain éclairé permettant de jouer en soirée. Mais aussi parce qu'à cette époque, d'une part, les joueurs ne sont pas professionnels et que, d'autre part, le samedi n'est pas un jour de congé.
Aucun replay ne fut nécessaire lors de cette 3e édition. La Finale clôtura la saison.

## Légende
- (T) = désigne le club vainqueur de l'édition précédente (1912-1913)

- (H) = signifie qu'à cette époque, le club évoluait en Division d'Honneur.

- (P) = signifie qu'à cette époque, le club évoluait alors en Promotion.

- (SR) = signifie qu'à cette époque, le club n'évoluait pas dans une des deux séries nationales, mais dans des compétitions régionales.

## Tour préliminaire
Un tour préliminaire élimina six équipes de séries régionales.
| Date       | Matches                                          | 90 min | Prol' | Remarques   |
| ---------- | ------------------------------------------------ | ------ | ----- | ----------- |
| 15/02/1914 | US Tournaisienne (SR) - SC Theux (SR)            | 0-5    |       | Forfait (1) |
| 15/02/1914 | AEC Mons (SR) - St-Ignatius SC Antwerpen (x) (H) | 1-2    |       |             |
| 15/02/1914 | Amical SC (SR) - Vilvorde FC (SR)                | 4-1    |       |             |
| 15/02/1914 | FC Sérésien (SR) - Berchem Sport (SR)            | 4-1    |       |             |
| 15/02/1914 | Fléron FC (SR) - CA Corpore Sano d'Ixelles (SR)  | 7-1    |       |             |
| 15/02/1914 | FC Roularien (SR) - AC Sint-Mariaburg (SR)       | 2-0    |       |             |

- (1) La rencontre fut arrêtée, alors que le score était de (1-0) en faveur des Tournaisiens, après qu'un joueur local eut frappé un Liégeois. Le public présent envahit la pelouse et l'arbitre renvoya les équipes aux vestiaires. La Fédération sanctionna l'US Tournaisienne. Pour le SC Theux ce verdict fut synonyme de "revanche", après avoir été désigné "relégué" de Promotion deux saisons plus tôt, alors qu'il avait pourtant fini à égalité avec le club hennuyer.

- Le St-Ignatius SC Antwerpen, fondé en 1909, reçut la matricule 29 en 1926. En 1933, il fusionna avec SK Borgerhoutsche (matricule 84) pour former le RC Borgerhout. Le matricule 29 disparut lors de cette fusion.

- L'Amical SC et l'AC Sint-Mariaburg (matricule 228) fusionnèrent en 1929 pour former Athletic Club Amical Club (AC AC) Si-Mariaburg. Société Royale en 1937, le club changera deux fois d'appellations avant de devenir l'actuel K. FC Brasschaat en 1977. L'Amical SC qui participa à cette édition 1912-1913 de la Coupe est différent l'Amical SC Merxem qui fut fondé sous le nom AS Anvers-Borgerhout.

- Le Vilvorde FC, fondé en 1911, existe toujours sous l'appellation K. Vilvoorde FC. Ce club porteur du matricule 49 joue en P1 brabançonne pour la saison 2010-2011.

- Le Fléron FC fut fondé en 1908. Porteur du matricule 33 à partir de 1926, ce club fusionna en 2002 avec le Royal Star Romsée pour devenir R. Star Fléron FC. Il évolue en séries provinciale en 2010-2011.

- CA Corpore Sano d'Ixelles reçut le matricule 42 en 1926 et prit le nom de R. Ixelles SC en 1929. Ce club existe toujours et évolue en P4 Brabant en 2010-2011.

- Le FC Roularien arrêta leurs activités en 1914. Il sera refondé 1923 sous l'appellation FC Roulers. La fusion de ce club avec son voisin du K. SK Roeselare en 1999 formera l'actuel K. SV Roeselare.

## Seizièmes de finale
Aucun club ne fut dispensé de ces Seizièmes de finale, mais ceux-ci ne furent qu'au nombre de... 13. Le nombre impair de qualifiés amena des qualifications directes lors des Huitièmes et des Quarts. 
| Date       | Matches                                        | 90 min | Prol' | Remarques   |
| ---------- | ---------------------------------------------- | ------ | ----- | ----------- |
| 05/04/1914 | Racing CB (H) - FC Roularien (SR)              | 5-0    |       | Forfait (2) |
| 05/04/1914 | FC Liégeois (P) - SC Theux (SR)                | 1-3    |       |             |
| 05/04/1914 | FC Malinois (P) - RC de Malines (P)            | 0-2    |       |             |
| 05/04/1914 | TSV Lyra (P) - Antwerp FC (H)                  | 0-3    |       |             |
| 05/04/1914 | FC Brugeois (H) - Amical SC (SR)               | 5-1    |       |             |
| 05/04/1914 | Fléron FC (SR) - Léopold FC (H)                | 5-0    |       | Forfait (3) |
| 05/04/1914 | CS Verviétois (H) - CS Brugeois (H)            | 1-0    |       |             |
| 05/04/1914 | AA La Gantoise (H) - Standard CL (H)           | 3-0    |       |             |
| 05/04/1914 | FC Bressoux (P)- Beerschot AC (H)              | 3-0    |       |             |
| 05/04/1914 | Tilleur FC (P) - Union St-Gilloise (T) (H)     | 1-4    |       |             |
| 05/04/1914 | Liersche SK (SR) - Daring CB (H)               | 0-5    |       |             |
| 05/04/1914 | FC Sérésien (SR) - Stade louvaniste (P)        | 2-1    |       |             |
| 05/04/1914 | RC de Gand (H) - St-Ignatius SC Antwerpen (SR) | 0-1    |       |             |

- (2) Le FC Roularien ne se déplaça pas.

- (3) Le Léopold CB demanda le report du match car plusieurs de ses joueurs devaient prestés lors de rencontres avec des équipes militaires. À la suite du refus, le Léo ne fit pas le déplacement et perdit par forfait.

## Huitièmes de finale
Avec les  7 qualifiés du tour précédent, il ne fut composé que six Huitièmes de finale. L'AA La Gantoise fut dispensée et directement qualifiée pour le Quarts de finale.
| Date       | Matches                                       | 90 min | Prol' | Remarques |
| ---------- | --------------------------------------------- | ------ | ----- | --------- |
| 19/04/1914 | Antwerp FC (H) - Union St-Gilloise (T) (H)    | 2-3    |       |           |
| 19/04/1914 | Fléron FC (SR) - FC Brugeois (H)              | 1-2    |       |           |
| 19/04/1914 | St-Ignatius SC Antwerpen (SR) - SC Theux (SR) | 2-1    |       |           |
| 19/04/1914 | CS Verviétois (H) - Racing CB (H)             | 0-1    |       |           |
| 19/04/1914 | FC Sérésien (SR) - Daring CB (H)              | 0-1    |       |           |
| 19/04/1914 | FC Bressoux (P) - RC de Malines (P)           | 0-1    |       |           |

## Quarts de finale
Avec les 5 qualifiés, on composa 3 Quarts de finale. St-Ignatius SC Antwerpen, club de série régionale, fut dispensé et directement qualifié pour les demi-finales, alors que...les deux premiers vainqueurs de la Coupe de Belgique devaient s'affronter.
| Date       | Matches                                   | 90 min | Prol' | Remarques |
| ---------- | ----------------------------------------- | ------ | ----- | --------- |
| 03/05/1914 | Racing CB (H) - Union St-Gilloise (T) (H) | 1-4    |       |           |
| 03/05/1914 | Daring CB (H) - RC de Malines (P) (H)     | 5-1    |       |           |
| 03/05/1914 | FC Brugeois (H) - AA La Gantoise (H)      | 1-0    |       |           |

## Demi-Finales
On attendait une finale 100 % Bruxelloise entre les deux principaux ténors de la saison : le Daring (champion) et sa dauphine l'Union. Mais les Bleuw en Zwart brugeois en décidèrent autrement.
| Date       | Matches                                               | 90 min | Prol' | Remarques |
| ---------- | ----------------------------------------------------- | ------ | ----- | --------- |
| 10/05/1914 | Union St-Gilloise (H) - St-Ignatius SC Antwerpen (SR) | 5-1    |       |           |
| 10/05/1914 | Daring CB (H) - FC Brugeois (H)                       | 0-3    |       |           |

## Finale
La finale permit à l'Union de s'adjuger le trophée pour la seconde fois d'affilée. Ces deux succès furent donc à chaque fois conquis contre les équipes brugeoises. Après avoir battu le "Cercle" en 1913, les Bruxellois s'imposèrent contre le "Club".
Parmi les joueurs qui participèrent à cette 3e finale, il y eut deux grandes personnalités du football. Oscar Verbeeck gagna le trophée avec l'Union contre le club avec lequel il avait joué de 1908 à 1912. Dans les rangs flandriens, évolua Hector Goetinck, futur entraîneur du FC Brugeois et de l'AS Ostende et qui dirigea l'équipe nationale belge lors des trois premières Coupe du monde.
L'Unioniste Achille Meyskens devint le premier joueur à inscrire trois buts en finale de la  Coupe de Belgique.
Cette 3e finale fut très disputée et le jeu devint parfois brutal. L'arbitre, Monsieur Barette, surnommé le « Pape de l'arbitrage », fut contraint d'expulser trois joueurs.
| dimanche 17 mai 1914 | UNION ST-GILLOISE                                                                          | 4-1 | FC Brugeois               |                                                    |                                                    |
| | A. Meyskens (1-0) 4e · A. Meyskens (2-1) 44e · A. Meyskens (3-1) 48e · A. Carion (4-1) 86e | (2-1) | 38e (1-1) E. Van Boxtaele | Spectateurs : 4,000 Arbitrage : M. Charles Barette | Spectateurs : 4,000 Arbitrage : M. Charles Barette |
| Henri Leroy Alexandre Bessemans Albert Carion Fernand Godseels Georges Hebdin Achille Meyskens Joseph Musch Adelson Petre Joseph Thys Oscar Verbeeck Élie Delville Alexandre Bessemans (Excl.) | Équipes                                                                                    | René Desmet Thomas Ashworth Félix Balyu Joseph Cambier Arthur Cambier Charles Cambier René De Raedt Robert De Veen Hector Goetinck Edgard Van Boxtaele August Van Halme Joseph Cambier (Excl.) Edgard Van Boxtaele (Excl.) |                           | Spectateurs : 4,000 Arbitrage : M. Charles Barette | Spectateurs : 4,000 Arbitrage : M. Charles Barette |

## Statistiques

### Générales
- Nombre de finales jouées : 3 - (11 buts marqués)
  - Nombre de finales avec prolongation : 1 (1 but marqué)
  - Nombre de finales avec tirs au but : 0
- Joueurs expulsés lors en finale : 3
- Clubs participant aux finales

- - Clubs de la plus haute division: 6

### Par provinces
| # | Provinces                       | Vainqueurs | Finalistes | Total |
| - | ------------------------------- | ---------- | ---------- | ----- |
| 1 | Province d'Anvers               | 0          | 0          | 0     |
| 2 | Province de Brabant -           | 3          | 0          | 3     |
| 3 | Province de Flandre-Occidentale | 0          | 2          | 2     |
| 4 | Province de Flandre-Orientale   | 0          | 1          | 1     |
| 5 | Province de Hainaut             | 0          | 0          | 0     |
| 6 | Province de Liège               | 0          | 0          | 0     |
| 7 | Province de Limbourg            | 0          | 0          | 0     |
| 8 | Province de Luxembourg          | 0          | 0          | 0     |
| 9 | Province de Namur               | 0          | 0          | 0     |

| # | Provinces                   | Victoires | Place de finaliste | Total |
| - | --------------------------- | --------- | ------------------ | ----- |
| 1 | Province du Brabant flamand | 0         | 0                  | 0     |
| 2 | Province de Brabant wallon  | 0         | 0                  | 0     |
| 3 | Bruxelles                   | 3         | 0                  | 3     |

### Clubs avec plus d'une victoire
Union St-Gilloise: 2